# Anna Krochmal
Anna Krochmal (ur. 27 sierpnia 1965 w Hrubieszowie, zm. 8 października 2024) – archiwistka, historyczka.

## Życiorys
Po ukończeniu w 1984 r. Liceum Ogólnokształcącego im. Staszica w Hrubieszowie rozpoczęła studia o specjalizacji archiwalnej na kierunku historia na KUL, gdzie w 1989 r. obroniła pracę magisterską pt. „Duchowieństwo prawosławne diecezji chełmsko-warszawskiej w latach 1875–1905”. 
W latach 1989–2000 pracowała w  Archiwum Państwowym w Lublinie.
W 1995 r. na KUL obroniła pracę doktorską pt. „Stosunki między duchowieństwem łacińskim i greckokatolickim w diecezji przemyskiej w latach 1918– 1939”. 
W 2000 r. rozpoczęła pracę w Naczelnej Dyrekcji Archiwów Państwowych, gdzie kolejno zajmowała stanowiska urzędnicze i kierownicze w Centralnym Ośrodku Informacji Archiwalnej (2000–2007), Wydziale Współpracy z Zagranicą (2007–2009), Departamencie Edukacji i Współpracy z Zagranicą (2009–2012), Wydziale Współpracy z Zagranicą i Wydawnictw (2013–2016), Departamencie Kształtowania Narodowego Zasobu Archiwalnego (2016–2017) i ponownie Departamentu Archiwistyki (2017–2020). W latach 2020–2024 pracowała w Departamencie Popularyzacji Działalności Archiwalnej, od 2022 r. jako jego dyrektorka.
W 2017 r. uzyskała habilitację na podstawie publikacji „Archiwum historyczne eparchii przemyskiej”, która była zwieńczeniem zainteresowań badawczych, obejmujących głównie historię Kościoła greckokatolickiego oraz relacje międzywyznaniowe na pograniczu polsko-ukraińskim. 
Zmarła 8 października 2024 r. i została pochowana na cmentarzu w Ząbkach.

## Życie prywatne
W 1989 r. zawarła związek małżeński z Jackiem Krochmalem, z którym miała syna Pawła. 

## Działalność naukowa i archiwalna
Anna Krochmal jako uczestniczka (oraz w kilku przypadkach kierowniczka) wielu krajowych i międzynarodowych badawczych projektów archiwalno-historycznych 
prowadziła lub nadzorowała kwerendy w archiwach polskich i zagranicznych (w tym emigracyjnych), przygotowywała publikacje i przewodniki po zasobach archiwalnych oraz merytorycznie wspomagała projektowanie baz danych w zakresie tematycznym projektów. 
Najważniejsze projekty to:
- „Kościół greckokatolicki w Galicji wobec ukraińskiego ruchu narodowego w latach 1867–1914” (1999),
- „Stosunki religijne i narodowościowe na pograniczu polsko-ruskim (ukraińskim) od XVI wieku do 1914 roku” (2000),
- „Atlas historyczny Polski południowo-wschodniej (do 1939 r.)” (1999–2001),
- „Kataster galicyjski w zasobach archiwów polskich i ukraińskich” (1998–2000), *„Wołyń – Galicja Wschodnia 1943–1944” (2003–2004),
- „Poszukiwanie dokumentacji archiwalnej byłych robotników przymusowych” (2003–2005),
- „Polskie dziedzictwo archiwalne poza Krajem” (2000–2004),
- „70. rocznica wybuchu II wojny światowej w źródłach archiwalnych” (2009), *„»Dokumentalne Dziedzictwo Rzeczypospolitej«. Wirtualna rekonstrukcja Archiwum Radziwiłłów” (2009–2010),
- „Index Polaków represjonowanych za pomoc Żydom w czasie II wojny światowej” (2006–2014),
- „Straty osobowe i materialne pod okupacją niemiecką” (2006–2024),
- „Reconstitution of the Memory of Poland (Odtworzenie Pamięci Polski)” (1999–2024).

Część powyższych projektów obejmowała ochronę oraz popularyzację polskich archiwaliów przechowywanych poza granicami kraju.

## Odznaczenia i wyróżnienia
- Złoty Krzyż Zasługi (2005)
- Dyplomem uznania prezydenta miasta Przemyśla za działalność naukową i popularyzatorską w zakresie upowszechniania wiedzy o dziejach miasta Przemyśla (2003)